# Peter Henry Emerson
Pour les articles homonymes, voir Emerson.
Peter Henry Emerson, né le 13 mai 1856 à Encrucijada et mort le 12 mai 1936 à Falmouth, est un photographe et écrivain britannique.

## Biographie

### Jeunesse
Emerson est né à La Palma Estate, une plantation de sucre près d'Encrucijada, à Cuba, appartenant à son père américain, Henry Ezekiel Emerson, et à sa mère britannique, Jane, née Harris Billing. Il était un parent éloigné de Samuel Morse et de Ralph Waldo Emerson. Il passe ses premières années à Cuba, dans la propriété de son père. Pendant la guerre de Sécession, il passe quelque temps à Wilmington, dans le Delaware, mais s'installe en Angleterre en 1869, après la mort de son père. Il est scolarisé à l'école de Cranleigh, où il est un érudit et un athlète de renom. Il fréquente ensuite le King's College de Londres, avant d'intégrer le Clare College de Cambridge en 1879, où il obtient son diplôme de médecine en 1885,,.
Emerson était intelligent, bien éduqué et riche, avec une facilité à exprimer clairement ses nombreuses opinions bien arrêtées. En 1881, il épouse Edith Amy Ainsworth et écrit son premier livre pendant sa lune de miel. Le couple aura par la suite cinq enfants.

### Photographie
Il achète son premier appareil photo en 1881 ou 1882 pour l'utiliser lors de ses voyages d'observation des oiseaux avec son ami, l'ornithologue A. T. Evans En 1885, il participe à la création du Camera Club of London et, l'année suivante, il est élu au conseil de la Photographic Society et abandonne sa carrière de chirurgien pour devenir photographe et écrivain. Outre son attirance particulière pour la nature, il s'intéresse également au billard, à l'aviron et à la météorologie.
« Alors que j'admirais, juste avant le lever du soleil, les cimes des roseaux ployant sous leurs belles têtes de cristal, des corbeaux freux s'envolèrent d'un bois tout proche et une vaste volée de piverts assombrit le ciel. Alors que le soleil jaune se levait dans une splendeur givrée, des brumes commencèrent à s'élever sur la rivière, et il s'ensuivit une brève période de beauté magique avant que les brumes de plus en plus épaisses ne commencent à tout ensevelir lorsqu'elles soufflaient en rafales irrégulières depuis la rivière. »
Initialement influencé par la peinture naturaliste française, il plaide en faveur d'une photographie « naturaliste » similaire et prend des photos très nettes afin d'enregistrer la vie à la campagne de la manière la plus claire possible. Son premier album de photographies, publié en 1886, s'intitule Life and Landscape on the Norfolk Broads et se compose de 40 épreuves au platine qui s'inspirent de ces idées. Très vite, cependant, il n'est plus satisfait de la netteté de l'image, estimant que l'importance accordée à tous les objets ne correspond pas à la façon dont l'œil humain perçoit le monde.
Il expérimente ensuite le soft focus, mais n'est pas satisfait des résultats obtenus, car il a du mal à recréer la profondeur et l'atmosphère qu'il juge nécessaires pour capturer la nature avec précision,. Malgré ses doutes, il prend de nombreuses photographies de paysages et de la vie rurale dans les marais de l'Est-Anglie et publie sept autres livres de ses photographies au cours des dix années qui suivent. Dans les deux derniers volumes, On English Lagoons (1893) et Marsh Leaves (1895), Emerson imprima lui-même les photographies en photogravure, après avoir eu de mauvaises expériences avec des imprimeurs commerciaux.

### XXesiècle
Après la publication de Marsh Leaves en 1895, généralement considéré comme son meilleur ouvrage, Emerson n'a plus publié de photographies, tout en continuant à écrire et à publier des livres, aussi bien des œuvres de fiction que des ouvrages sur des sujets aussi variés que la généalogie ou le billard. En 1924, il a commencé à écrire une histoire de la photographie artistique et a achevé le manuscrit juste avant sa mort à Falmouth, en Cornouailles, le 12 mai 1936.
En 1979, il a été intronisé à l'International Photography Hall of Fame.

## Désaccords avec l'establishment photographique
Au cours de sa vie, Emerson s'est battu contre l'establishment photographique britannique sur un certain nombre de questions. En 1889, il publie un ouvrage controversé et influent, Naturalistic Photography for Students of the Art, dans lequel il explique sa philosophie de l'art et de la photographie directe. L'ouvrage a été décrit par un auteur comme « la bombe lâchée lors de la tea party » en raison de l'argument qu'il avançait selon lequel des photographies véridiques et réalistes remplaceraient la photographie artificielle. Il s'agissait d'une attaque directe contre la tradition populaire consistant à combiner de nombreuses photographies pour produire une seule image, qui avait été lancée par Oscar Gustave Rejlander et Henry Peach Robinson dans les années 1850. Certaines des photographies de Robinson étaient constituées de vingt photographies distinctes ou plus, combinées pour produire une seule image. Cela permettait de produire des images qui, surtout au début, n'auraient pas pu être produites à l'intérieur dans des conditions de faible luminosité, et cela permettait également de créer des images très dramatiques, souvent en imitation de peintures allégoriques. Emerson a dénoncé cette technique comme étant fausse et a affirmé que la photographie devait être considérée comme un genre à part entière, et non comme un genre cherchant à imiter d'autres formes d'art. 
Toutes les photos d'Emerson ont été prises en une seule fois et sans retouche, une autre forme de manipulation qu'il désapprouvait fortement, la qualifiant de « processus par lequel une photographie bonne, mauvaise ou indifférente est convertie en un mauvais dessin ou une mauvaise peinture ».
Emerson pensait également que la photographie devait être une représentation fidèle de ce que l'œil voyait. S'inspirant des théories optiques contemporaines, il produisit des photographies dont une zone était nette tandis que le reste ne l'était pas. Il a poursuivi avec véhémence cet argument sur la nature de la vision et sa représentation dans la photographie, au grand dam de l'establishment photographique. 
Une autre des convictions passionnées d'Emerson était que la photographie était un art et non une reproduction mécanique. Une dispute avec l'establishment s'ensuivit sur ce point également, mais Emerson constata que sa défense de la photographie en tant qu'art échouait, et il dut admettre que la photographie était probablement une forme de reproduction mécanique. Les images produites par l'école Robinson étaient peut-être « mécaniques », mais celles d'Emerson pouvaient encore être considérées comme artistiques, puisqu'elles n'étaient pas des reproductions fidèles d'une scène, mais qu'elles avaient plutôt de la profondeur grâce à sa théorie de la netteté sur un plan.

## Publications

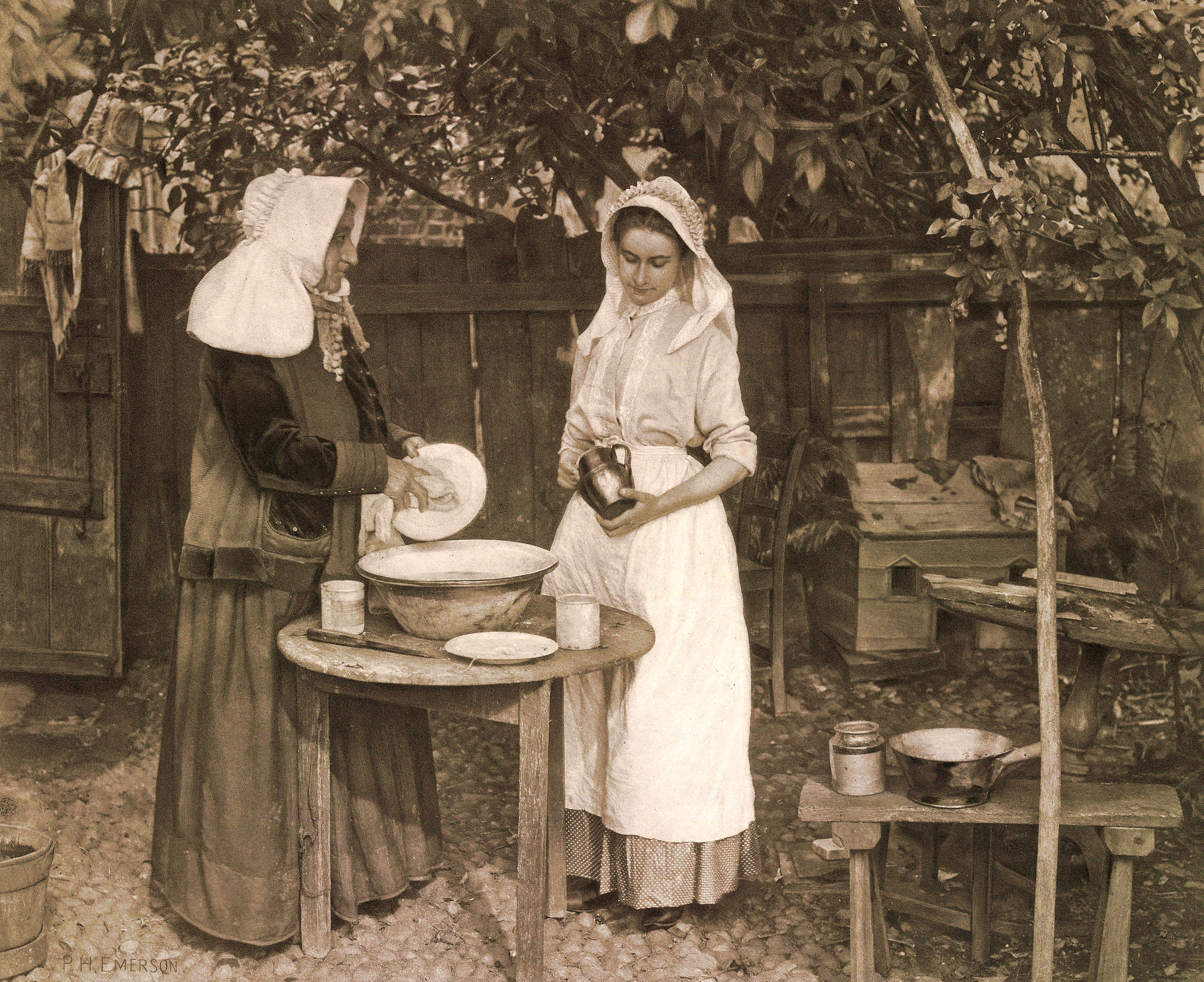
Confessions du livre d'Emerson Pictures From Life In Field And Fen, 1887
[http://toolserver.org/~dschwen/iip/wip.php?f=Confessions%2C_Peter_Henry_Emerson%2C_1887.jpg Zoom

Liste partielle de ses publications :
- Paul Ray at the Hospital: a Picture of Student Life (1882, publication privée)
- Life and Landscape on the Norfolk Broads (1886)
- Pictures from Life in Field and Fen (1887)
- The Compleat Angler, or, The Contemplative Man's Recreation. Being a Discourse of Rivers, Fish-Ponds, Fish, and Fishing par Izaak Walton avec héliogravures par Emerson (1888)
- Idylls of the Norfolk Broads (1888)
- Pictures of East Anglian Life (1888)
- Naturalistic Photography for Students of the Art (1889)
- Wild Life on a Tidal Water (1890)
- On English Lagoons (1893)
- Birds, Beasts and Fishes of the Norfolk Broadland (1895)
- Marsh Leaves (1895)
- Caóba, the Guerilla Chief. A Real Romance of the Cuban Rebellion (1897)
- The English Emersons, a genealogical historical sketch to the end of the 17th century (1898)
- Suggested Amended Billiard Rules for Amateur Players (1908)